# Otnielozaur
Otnielozaur (Othnielosaurus) – rodzaj niewielkiego dinozaura ptasiomiednicznego żyjącego w późnej jurze, od około 155 do 148 mln lat temu, na terenie formacji Morrison w obecnych zachodnich Stanach Zjednoczonych. Jego nazwa honoruje amerykańskiego paleontologa Othniela Charlesa Marsha, który początkowo zaklasyfikował otnielozaura do rodzaju Laosaurus. Nazwa Othnielosaurus została ukuta dla skamieniałości przypisanych początkowo do rodzaju Othnielia – uznawanego obecnie za wątpliwy. Othnielosaurus był przeważnie klasyfikowany jako przedstawiciel hipsylofodontów – niewielkich dwunożnych roślinożerców lub wszystkożerców – jednak nowsze badania podają w wątpliwość istnienie hipsylofodontów jako odrębnej grupy.

## Morfologia
Othnielosaurus jest znany ze skamieniałości wszystkich części ciała, w tym dwóch dobrze zachowanych szkieletów, jednak czaszka pozostaje słabo poznana. Był niewielkim zwierzęciem – mierzył około dwóch metrów długości i ważył niespełna 10 kg. Otnielozaur miał krótkie przednie i długie kończyny tylne, z dużymi wyrostkami służącymi jako miejsca przyczepu mięśni. Dłonie były krótkie i szerokie z krótkimi palcami. Na podstawie częściowo zachowanych czaszek holotypu oraz osobnika przezwanego „Barbara” wnioskuje się, że czaszka otnielozaura była stosunkowo niewielka. Othnielosaurus miał niewielkie, liściokształtne zęby policzkowe, podczas gdy zęby premaksillarne były żłobkowane w mniejszym stopniu. Podobnie jak inne ornitopody z grupy hipsylofodontów lub iguanodontów, takich jak Hypsilophodon, Thescelosaurus czy Talenkauen, otnielozaur miał wzdłuż żeber pancerz składający się z chrzęstnych płytek.

## Klasyfikacja
Othnielosaurus (znany także jako Laosaurus, Nanosaurus i Othnielia) jest zazwyczaj uznawany za ornitopoda z grupy hipsylofodontów – kiepsko poznanej i słabo zdefiniowanej grupy niewielkich, biegających roślinożernych dinozaurów. Robert Bakker i współpracownicy w opisie nowego taksonu Drinker nisti z 1990 podzielili rodzaj Othnielia na dwa gatunki – O. rex i O. consors – i umieścili „otnielidy” jako bardziej bazalne niż hipsylofodonty. Ogólna idea bazalności „otnielidów” w stosunku do innych ornitopodów została wsparta nowszymi badaniami wskazującymi na parafiletyzm Hypsilophodontidae, jednak Drinker pozostał kontrowersyjny, gdyż nie ukazały się na jego temat inne prace poza jego pierwszym opisem. Z otnielozaurem łączone były również inne bazalne ornitopody, w szczególności Hexinlusaurus, który przez co najmniej jednego autora został uznany za gatunek „otnielii”, O. multidens. Nowe badania wspierają hipotezę, że Othnielosaurus jest bardziej bazalny niż zwierzęta uznawane tradycyjnie za hipsylofodonty, idą jednak dalej i wykluczają go z ornitopodów oraz cerapodów – grupy obejmującej także ceratopsy i pachycefalozaury.

## Historia odkryć i taksonomia

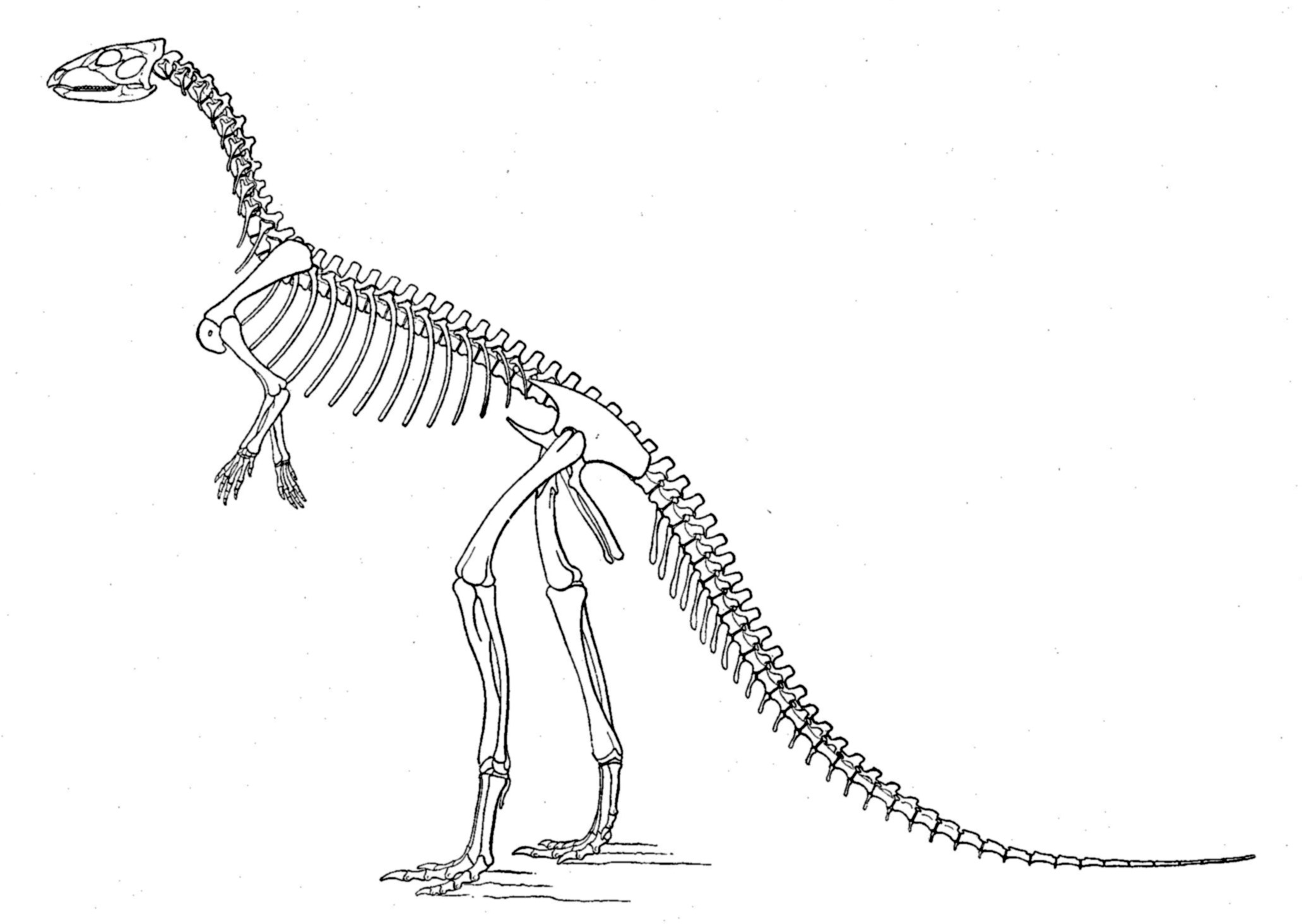
Rekonstrukcja „Laosaurus” consors (obecnie Othnielosaurus) wykonana przez Othniela Charlesa Marsha w 1896 roku

Pod koniec XIX wieku Othniel Charles Marsh nazwał kilka rodzajów i gatunków zwierząt uznawanych później za hipsylofodonty lub zwierzęta podobne do hipsylofodontów, w tym Nanosaurus agilis (prawdopodobnie), „N.” rex, Laosaurus celer, L. consors oraz L. gracilis. Ich taksonomia stała się bardzo skomplikowana, dlatego podejmowane były liczne próby jej przedefiniowania.
W 1877 w dwóch osobnych publikacjach Marsh nazwał dwa gatunki nanozaura, opisane na podstawie skamieniałości pochodzące z osadów formacji Morrison w Garden Park w stanie Kolorado. W jednej z nich opisał Nanosaurus agilis, oparty na YPM 1913 – kości zębowej oraz fragmencie szkieletu pozaczaszkowego, obejmującego kość biodrową, kości udowe, piszczelowe i kość strzałkową. W drugiej publikacji nazwał N. rex, opisany w oparciu o YPM 1915 (nazwany także YPM 1925 przez Galtona w 2007), kompletną kość udową. Przedstawicieli obu gatunków Marsh uznał za niewielkie zwierzęta rozmiarów lisa. Oba taksony zaklasyfikował do obecnie nieużywanej rodziny Nanosauridae.
W 1878 nazwał nowy rodzaj, Laosaurus, opisany w oparciu o skamieniałości zebrane przez Samuela Wendella Willistona w Como Bluff w stanie Wyoming. Nadał wówczas nazwy dwóm gatunkom: typowemu L. celer, opisanemu na podstawie jedenastu kręgów (YPM 1875), oraz L. gracilis, opisanemu początkowo w oparciu o trzon kręgu grzbietowego, ogonowego oraz niekompletnej kości łokciowej (odkrycie Petera Galtona z 1983 roku wzbogaciło materiał kopalny do ośmiu kręgów grzbietowych, sześciu ogonowych i fragmentów obu kończyn przednich).
Trzeci gatunek, L. consors, został przez Marsha ustanowiony w 1894 dla YPM 1882, niemal kompletnego szkieletu oraz niekompletnych skamieniałości co najmniej jednego innego osobnika. Zachowały się jedynie fragmenty czaszki, a fakt, że odnaleziono tylko trzony kręgów sugeruje, iż osobnik nie był w pełni dorosły. Galton (1983) spostrzegł, że większa część zmontowanego obecnie szkieletu była zrekonstruowana gipsem lub nosiła ślady farby.
Zwierzęta te nie wzbudzały większego zainteresowania naukowców aż do lat 70. i 80. XX wieku, kiedy Peter Galton przebadał wiele hipsylofodontów. W 1973 roku on oraz James A. Jensen opisali częściowy szkielet (BYU ESM 163) jako Nanosaurus (?) rex. Szkielet ten nie obejmował czaszki, ogona oraz dłoni, które zostały zniszczone przez innych zbieraczy przed opublikowaniem jego formalnego opisu. W 1977 Galton wykazał znaczące różnice pomiędzy Nanosaurus agilis a N. rex oraz nowo opisanym szkieletem i ukuł nazwę Othnielia rex dla N. rex. W publikacji tej, mimo iż dotyczyła ona głównie rodzaju Dryosaurus, Galton sugeruje przynależność Laosaurus consors oraz L. gracilis do innego rodzaju i uznaje L. celer za nomen nudum. Opis Drinker nisti z 1990 roku jeszcze skomplikował sprawę.
W 2007 Galton przebadał dinozaury ptasiomiedniczne z formacji Morrison i stwierdził, że kość udowa, na podstawie której opisany został „N.” rex (= Othnielia), jest niediagnostyczna i przepisał BYU ESM 163 do Laosaurus consors, opartego na bardziej diagnostycznym materiale. Jako że jednak rodzaj Laosaurus także jest oparty na niediagnostycznych szczątkach Galton przeniósł gatunek Laosaurus consors do odrębnego rodzaju Othnielosaurus. Mimo iż Othnielosaurus został opisany na podstawie materiału należącego niegdyś do otnielii, rodzaje te nie są uznawane za synonimy, gdyż zostały opisane w oparciu o różne okazy. Nanosaurus agilis jest obecnie uznawany za bazalnego ornitopoda, Othnielia rex za wątpliwy gatunek bazalnego ornitopoda, Drinker za osobny ważny takson, „Laosaurus” consors jest gatunkiem typowym rodzaju Othnielosaurus, a Laosaurus celer i L. gracilis są wciąż uznawane za nomina dubia.

## Paleoekologia
Othnielosaurus był jednym z mniejszych przedstawicieli zróżnicowanej fauny dinozaurów formacji Morrison. Tereny formacji Morrison są uznawane za środowiska półpustynne z porami: suchą i deszczową oraz obszarami zalewowymi. Roślinność wahała się od nadrzecznych lasów galeriowych, składających się z drzew iglastych, paproci drzewiastych i paproci, do paprociowych sawann z rzadko rosnącymi drzewami. Tereny te obfitują w skamieniałości zielenic, grzybów, mchów, skrzypów, paproci, sagowców, miłorzębów oraz kilku rodzin iglastych. Odkryto także pozostałości małży, ślimaków, ryb promieniopłetwych, płazów bezogonowych i ogoniastych, żółwi, jaszczurek, sfenodontów, lądowych i wodnych krokodylomorfów, kilku gatunków pterozaurów, bardzo licznych dinozaurów oraz wczesnych ssaków, takich jak dokodonty, wieloguzkowce i trykonodonty. Do dinozaurów znanych z osadów formacji Morrison należą teropody: Allosaurus, Ceratosaurus, Ornitholestes i Torvosaurus, zauropody: Apatosaurus, Brachiosaurus, Camarasaurus i Diplodocus oraz ptasiomiedniczne: Camptosaurus, Dryosaurus i Stegosaurus.
Podobnie jak inne hipsylofodonty Othnielosaurus jest przeważnie uważany za niewielkiego, szybkiego roślinożercę, jednak Bakker (1986) uznał prawdopodobnie blisko spokrewnionego z otnielozaurem nanozaura za wszystkożercę. Teoria ta nie uzyskała jednak większego poparcia w literaturze naukowej – do jej zweryfikowania potrzebny będzie opis bardziej kompletnych czaszek.